# Циммерн (Тюрингія)
Циммерн (нім. Zimmern) — громада в Німеччині, розташована в землі Тюрингія. Входить до складу району Заале-Гольцланд. Складова частина об'єднання громад Дорнбург-Камбург.
Площа — 5,91 км2. Населення становить 182 ос. (станом на 31 грудня 2021).

## Галерея

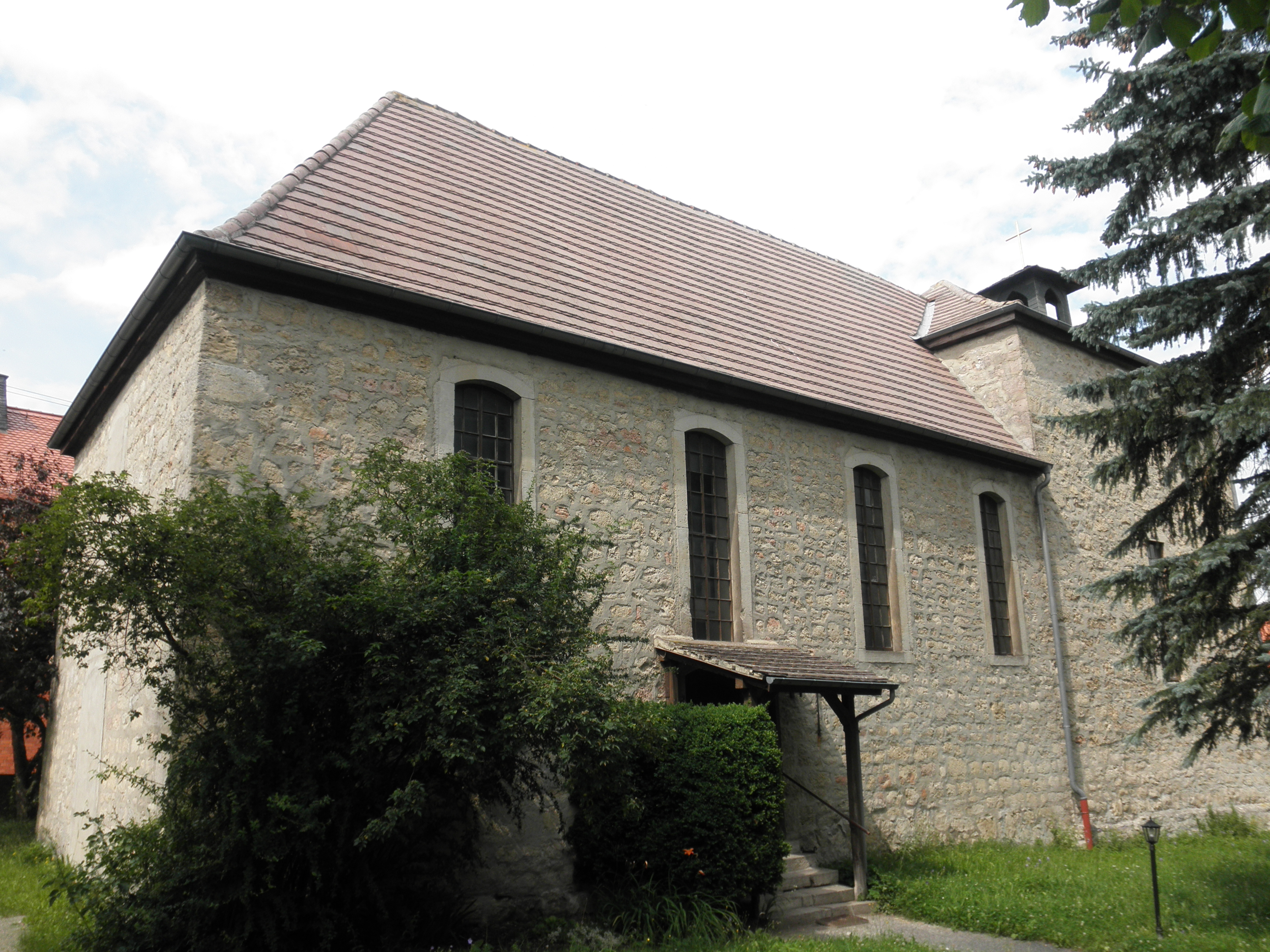